# Ubayy ibn Ka'b
Ubayy ibn Kaʿb ibn Qays (in arabo أبي بن كعب بن قيس‎?; Medina, ... – Medina, 649) è stato un Sahaba.
Anche noto con la kunya di Abū Mundhir (Padre di Mundhir, nome del suo primogenito), era un Compagno del profeta Maometto e una personalità di spicco della prima Umma islamica.

## Biografia
Ubayy nacque a Yathrib e apparteneva alla branca dei Banū Ḥudayla, del clan dei Banū al-Najjār, della locale tribù araba dei Banū Khazraj. Fu tra i primi ad abbracciare l'Islam, tanto da guadagnarsi la nisba di al-Anṣārī, dopo essersi convertito nelle mani dello stesso Maometto, in occasione dell'incontro della cosiddetta Seconda 'Aqaba, avvenuta prima dell'Egira.
Partecipò poi alla battaglia di Badr che identifica l'élite della prima Umma.
Fu uno scriba (kātib) di Maometto e trascrisse le sue rivelazioni, essendo tra i pochi non analfabeti nella cerchia del Profeta.

Tuttavia egli scrisse 116 sure e non le canoniche 114 e la sua versione fu quella di riferimento in Siria fino all'adozione della Vulgata canonica imposta da ʿUthmān b. ʿAffān. 

Dopo la morte di Maometto era ricordato come una delle venticinque persone che conoscevano a memoria l'intero Muṣḥaf (i.e. il Corano), tanto da essere chiamato Sayyid al-qurrāʾ, ossia "il Signore dei lettori coranici".
Faceva parte dei mushāwara (componenti del consiglio consultivo), cui il primo califfo "ortodosso" Abū Bakr al-Ṣiddīq si rivolgeva per ottenere consigli sui più diversi problemi che si presentavano alla giovanissima Umma. Di tale consiglio facevano anche parte ʿUmar b. al-Khaṭṭāb, ʿUthmān b. ʿAffān, ʿAlī b. Abī Ṭālib, ʿAbd al-Raḥmān b. ʿAwf, Muʿādh b. Jabal e Zayd b. Thābit.
ʿUmar b. al-Khaṭṭāb consultò questo stesso gruppo quando era califfo. Per le decisioni giuridiche faceva invece riferimento ad ʿAlī b. Abī Ṭālib, ʿUthmān b. ʿAffān, Ubayy ibn Kaʿb e Zayd b. Thābit.
Ubayy morì nell'anno 30 del calendario islamico, durante il califfato di ʿUthmān.

## Retaggio
In un ḥadīth, il profeta Maometto disse:
(Fatḥ al-bārī (in arabo  فتح الباري‎?), commentario del Sahih al-Bukhari a cura di Qastallānī, Il libro dei meriti (in arabo كتاب فضائل القرآن‎?, Kitāb faḍāʾil al-Qurʾān) e I meriti di Muʿādh ibn Jabal (in arabo فضائل معاذ بن جبل‎?, Faḍāʾil Muʿādh ibn Jabal). Tradizione riportata da Aḥmad e al-Tirmidhī.)
E in un altro ḥadīth: